# Limonium vigaroense
Espèce
Limonium vigaroense est une espèce de plantes de la famille des Plumbaginaceae  et du genre des Limonium.